# 연방방위군화생방방호사령부
연방방위군화생방방호사령부(聯邦防衛軍化生放防護司令部, 독일어: ABC-Abwehrkommando der Bundeswehr; ABCAbwKdoBw)는 독일 브루흐잘에 소재한 독일 연방방위군 전력기반군 소속 여단급 사령부다. 화생방방호병의 훈련 및 배치를 담당한다.

## 산하 부대
- 제750화생방방호대대(ABC-Abwehrbataillon 750): 주둔지 브루흐잘
- 제7화생방방호대대(ABC-Abwehrbataillon 7): 주둔지 획스터
- 화생방방호 및 법률보호임무학교(Schule für ABC-Abwehr und Gesetzliche Schutzaufgaben): 주둔지 존토펜